# Farang

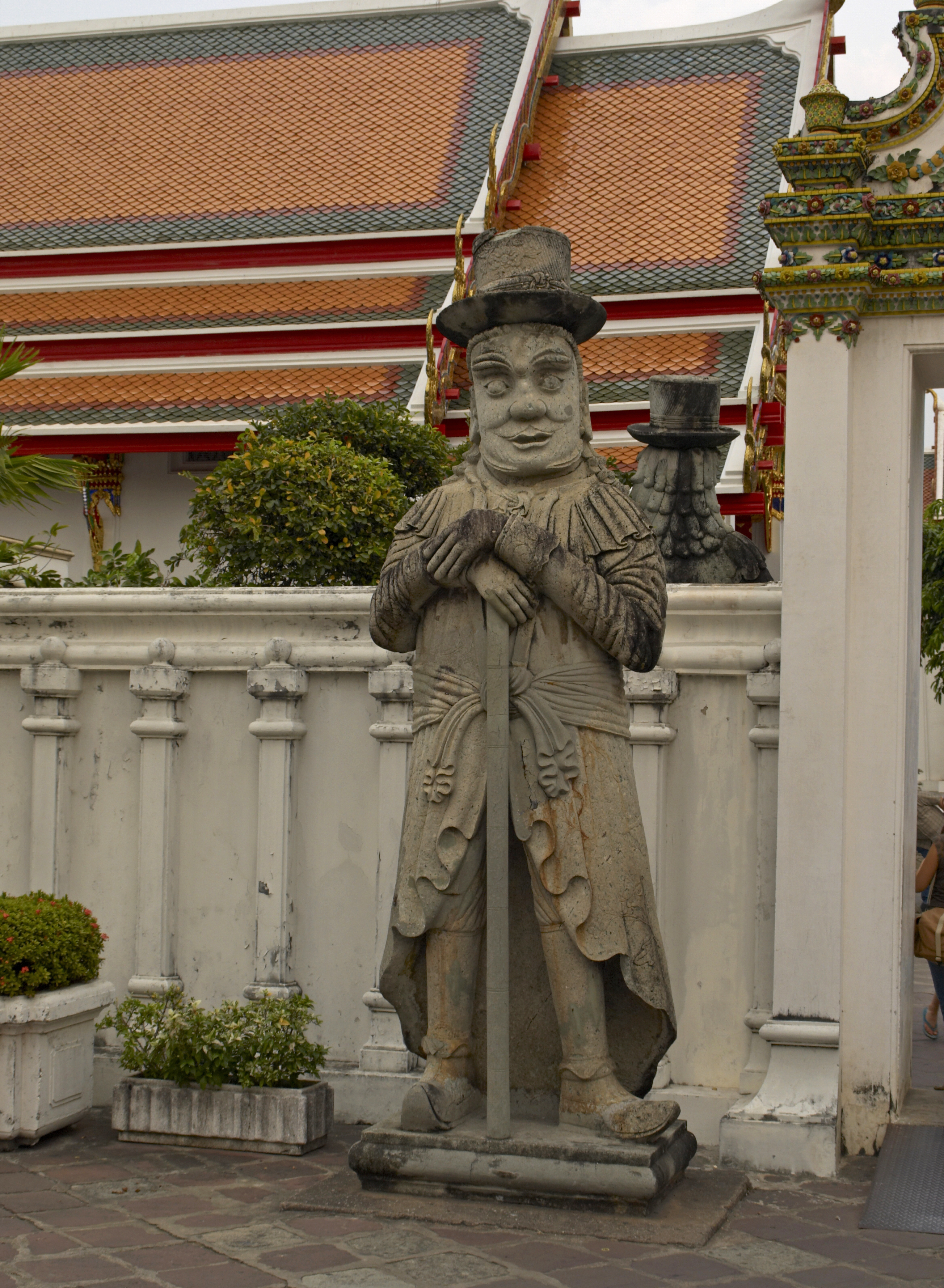
Farangstandbeeld in Wat Pho, Bangkok (2007)

Farang, soms ook uitgesproken als falang of falong, is het algemeen gebruikte Thaise (Laotiaanse) woord om een blanke buitenlander aan te duiden. Afrikanen of anderen met een "donkere" huidskleur worden soms ook wel aangeduid als farang dam (zwarte farang). In normale context is farang een neutraal woord dat wordt gebruikt om een blanke buitenlander aan te duiden, in sommige contexten kan het ook als scheldwoord bedoeld worden. 

## Herkomst
Het woord is afkomstig van het woord firang uit het Hindi, wat buitenlander betekent. Het is een algemene misconceptie dat het afkomstig is van farangset, wat de Thaise uitspraak is van het Franse woord Français. Frankrijk was namelijk het eerste land dat culturele banden aanknoopte met Thailand in de 17e eeuw.

## Woordgrappen
Voor de buitenlander die het Thai niet machtig is, is het vaak onduidelijk vast te stellen of het woord beledigend of goedbedoeld gebruikt wordt. Dit komt doordat de Thaise taal door het gebruik van vijf toonhoogtes zich leent voor vaak subtiele woordgrappen. Het woord farang draagt in feite geen negatieve connotatie.

## Andere betekenissen
Farang is ook het Thaise woord voor de guave. Dit leidt vaak tot farang kin farang (kin = eet) grappen. Hiervan is ook een belediging afgeleid. Een van de soorten guave heet in de volksmond kee nok wat vogeluitwerpselen betekent. Hierdoor worden buitenlanders die gierig overkomen vaak farang kee nok (blanke vogeluitwerpselen) genoemd. 
Aardappelen worden in het Thais [en Laotiaans} man farang genoemd. Het woord man (letterlijk het) is in het Thai echter een grove belediging, en kan ook als een beledigend voorzetsel voor een woord geplaatst worden. Hierdoor kan de belediging man farang ontstaan. Maar het kan ook uitgelegd worden als het onschuldige aardappel, of de onschuldige grap: farang kin man farang (de blanke eet zichzelf). 
Kauwgom is mhak (maak) farang.

## Overig
In het dialect dat gesproken wordt in Isaan heet de Guave Mak Seeda, daar wordt het woord bakseeda dan ook wel gebruikt om een blanke buitenlander aan te duiden.